# Miranda Cheng
Pour les articles homonymes, voir Cheng.
Miranda Chih-Ning Cheng (chinois traditionnel : 程之寧 ; née le 6 juin 1979 à Taipei) est une mathématicienne et physicienne néerlandaise d'origine taïwanaise. Elle travaille en tant qu'assistant professor à l'Université d'Amsterdam. 

## Biographie
Cheng grandit à Taiwan, où elle quitte l'école et quitte le domicile de ses parents pour travailler dans un magasin de disques et jouer dans un groupe de punk rock alors qu'elle est âgée de 16 ans. En dépit du fait qu'elle n'aie pas achevé ses études secondaires, elle parvient à entrer à l'université grâce à un programme pour les étudiants doués pour les sciences qu'elle a suivi.
Après avoir obtenu ses diplômes au département de physique à l'Université nationale de Taiwan en 2001,, elle part aux Pays-Bas continuer ses études, et elle obtient un mastère en physique théorique en 2003 à l'Université d'Utrecht, sous la supervision du lauréat du prix Nobel Gerard 't Hooft. Elle obtient ensuite son doctorat en 2008 à l'Université d'Amsterdam sous la supervision conjointe d'Erik Verlinde et Kostas Skenderis, avec une thèse intitulée « The spectra of supersymmetric states in string theory »,. Après des études postdoctorales à l'université Harvard et avoir travaillé un temps comme chercheuse au CNRS, elle retourne à Amsterdam en 2014, avec un poste double à l'Institut de Physique et l'Institut Korteweg–de Vries de Mathématiques.

## Travaux
Elle est connue pour avoir formulé les conjectures sur le clair de lune ombral (en), et pour ses travaux sur les connexions entre les surfaces K3 et la théorie des cordes.
Elle explique dans Quanta qu'un K3 peut être vu comme « tore plat qu'on aurait plié. Les mathématiciens ont une méthode pour le lisser, et le résultat du lissage d'un tore plat plié est une surface K3. (...) Dans le contexte de ma thèse, j'ai exploré la manière dont les trous noirs se comportent dans cette théorie. ».
En 2014 elle donne une conférence lors du colloque « Strings 2014 » qui s'est tenu à l'Université Princeton et à l'Institute for Advanced Study de Princeton du 23 au 27 juin 2014.

## Publications
- Miranda C. N. Cheng, John F. R. Duncan et Jeffrey A. Harvey, Umbral Moonshine, 2012 (arXiv 1204.2779)
- Miranda C. N. Cheng, John F. R. Duncan et Jeffrey A. Harvey, Umbral Moonshine, 2013 (arXiv 1307.5793)
- Benjamin, N., Cheng, M. C. N., Kachru, S., Moore, G. W., & Paquette, N. M. (2016) : « Elliptic Genera and 3d Gravity ». Annales Henri Poincaré, 17(10), pp 2623-2662 (2016).
- Cheng, M. C. N., & Harrison, S. : « Umbral moonshine and K3 surfaces ». Communications in Mathematical Physics, 339(1), 221-261 (2015).
- Cheng, M. C. N., Dong, X., Duncan, J. F. R., Harrison, S., Kachru, S., & Wrase, T. (2015) : « Mock modular Mathieu moonshine modules ». Research in the Mathematical Sciences, 2(1), [13] (2015).
- Cheng, C. N., Duncan, J. F. R., & Harvey, J. A. : « Umbral moonshine ». Communications in Number Theory and Physics, 8(2), 101-242 (2014).
- Cheng, M. C. N., & Duncan, J. F. R. : « Rademacher Sums and Rademacher Series ». In W. Kohnen, & R. Weissauer (Eds.), Conformal Field Theory, Automorphic Forms and Related Topics : CFT 2011, Heidelberg, September 19-23, 2011 (pp. 143-182). (Contributions in Mathematical Contributions in Mathematical; No. 8). Heidelberg: Springer (2014).
- Cheng, M. C. N., Duncan, J. F. R., & Harvey, J. A. : « Umbral moonshine and the Niemeier lattices ». Research in the Mathematical Sciences, 1, 3 (2014).
- Aganagic, M., Cheng, M. C. N., Dijkgraaf, R., Kreft, D., & Vafa, C.  : « Quantum Geometry of Refined Topological Strings ». The Journal of High Energy Physics, 2012(11), [019](2012).
- Cheng, M. C. N., Dijkgraaf, R., & Vafa, C. : « Non-perturbative topological strings and conformal blocks ». The Journal of High Energy Physics, 2011(9), 022. [22] (2011).
- Cheng, M. C. N., & Hollands, L. : « A geometric derivation of the dyon wall-crossing group ». The Journal of High Energy Physics, 2009(4), 067 (2009).
- Cheng, M. C. N., & Verlinde, E. P. : « Wall crossing, discrete attractor flow and Borcherds algebra ». Symmetry, Integrability and Geometry : Methods and Applications (SIGMA), 4, 068 (2008)[9].